# Західний Мантай (підрозділ окружного секретаріату)
Підрозділ окружного секретаріату Західний Мантай — підрозділ окружного секретаріату округу Маннар, Північна провінція, Шрі-Ланка. Складається з 36 Грама Ніладхарі.